# Зеленовщина (Кировская область)
Зеленовщина — опустевшая деревня в Советском районе Кировской области в составе Ильинского сельского поселения. 

## География
Находится на расстоянии примерно 9 километров по прямой на юго-запад от районного центра города Советск.

## История
Известна с 1873 года как починок Белый или Зеленовщина, где дворов 21 и жителей 189, в 1905 36 и 259, в 1926 40 и 215, в 1950 40 и 155, в 1989 году отмечено 2 жителя . 

## Население
Постоянное население не было учтено как в 2002 году, так и в 2010.